# BRAFA
BRAFA (BRussels Art FAir) is een negendagendurende Belgische kunst- en antiekbeurs die sinds 1956 jaarlijks plaatsvindt te Brussel gedurende de laatste 10 dagen van januari. Het is daarmee de eerste belangrijke kunstbeurs van het jaar in België.

## Geschiedenis

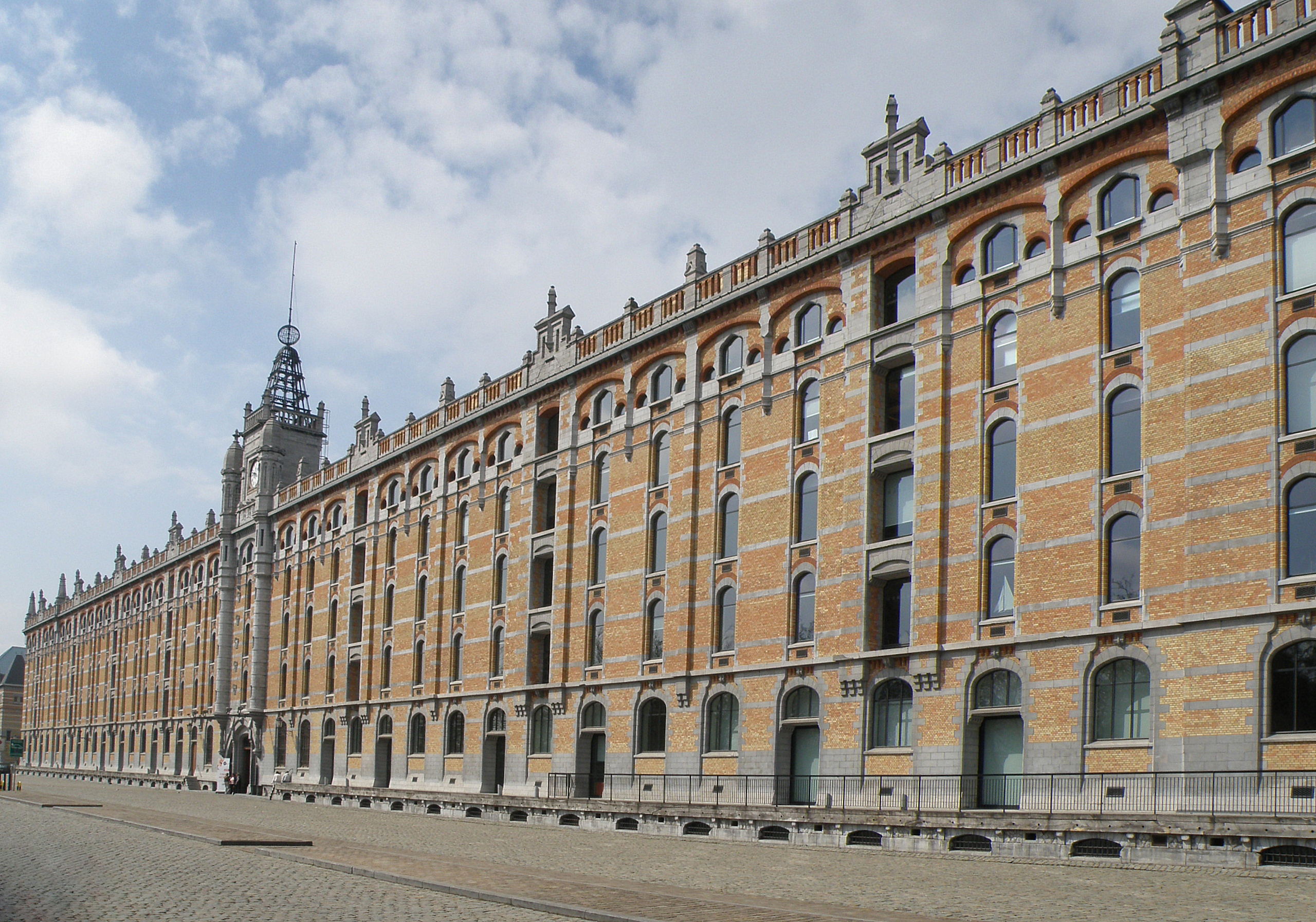
Thurn en Taxis, Brussel

De BRAFA wordt georganiseerd door de VZW Antiekbeurs van België. Aanvankelijk vond de beurs plaats in de Galerij Louise, van 1967 tot 2003 in het Paleis voor Schone Kunsten en vanaf 2004 in de gebouwen op de terreinen van Thurn en Taxis. Sinds 2022 gaat BRAFA door in de hallen van Brussels Expo aan de Heizel.
Op de beurs komen kunsthandelaren vanuit de hele wereld bijeen. Men vindt er archeologische vondsten, meubels, schilderijen, tekeningen, autografen, beeldhouwwerken, design en juwelen. Sinds de verhuizing naar de gebouwen van Thurn en Taxis zijn de overeenkomsten met de TEFAF in Maastricht duidelijker geworden; dit betreft zowel de opzet, inrichting als een overlap in tentoonstellende kunsthandelaren. Niettemin telt de beurs BRAFA 2017 slechts één Nederlandse kunsthandelaar (Floris van Wanroij) terwijl TEFAF 2017 er ruim dertig zal tellen. Ribbens stelt daarbij dat BRAFA kleiner is dan TEFAF, maar wat betreft aanbod op sommige terreinen zelfs beter dan Maastricht en qua entourage van een vergelijkbaar niveau. BRAFA is sinds de verplaatsing naar de unieke met geschiedenis beladen locatie Thurn en Taxis de belangrijkste kunst- en antiekbeurs van België waar de Belgische antiquairs en galeriehouders goed vertegenwoordigd zijn. De editie 2014 trok 55 000 bezoekers aan.
In 2012 werd de Brusselse kunsthandelaar en galeriehouder Jhr. Harold t'Kint de Roodenbeeke als derde keus, na een niet onomstreden verkiezing, voorzitter van BRAFA. Door zijn toedoen is het aantal bezoekers sindsdien in 2016 met 45 % gestegen naar 58 000. In tegenstelling tot andere kunstbeurzen heeft BRAFA het statuut van vereniging zonder winstoogmerk en stelt zich ten doel een hoogstaand cultureel evenement te brengen. De dagelijkse lezingen rond een kunstzinnig thema door experten ter zake, de BRAFA Art Talks, dragen daartoe bij. In verband met nog verdere groei stelt de voorzitter dat we de voorbije jaren telkens met 10 % gegroeid zijn. Meer hoeft zeker niet. Brafa is een kwaliteitsbeurs met steile ambities, maar evengoed een evenement waar de occasionele bezoeker komt grasduinen. De uitgepuurde presentatie is dan zeker een bonus.

## Editie 2017
De beurs telt dit jaar 132 exposanten uit 16 landen, waaronder 13 nieuwe. Men brengt op deze beurs een hommage aan de Argentijnse Op-Art kunstenaar/beeldhouwer Julio Le Parc van wie vier werken aanwezig zijn in de beurs. Aan de inkom hangt een bewegende spiegelwand en op zichtassen staan installaties van hem opgesteld.
Het Erfgoedfonds van de Koning Boudewijnstichting dat dit jaar 30 jaar bestaat, is onder het voorzitterschap van bedrijfsleider Michel Moortgat, de curator van de BRAFA Art Talks. Dit laatste staat voor een lezingenreeks tijdens de beurs over thema's rond kunst en erfgoed, de rol van de kunstverzamelaar, het hart van een kunstwerk ontleden en zomeer.